# Питерсонов алгоритам
Питерсонов алгоритам (енгл. Peterson's algorithm) је алгоритам за међусобно искључивање у конкурентном програмирању који омогућава да два процеса без сукоба једнократно деле ресурс, користећи само дељену меморију за комуникацију. Алгоритам је формулисао Гари Л. Питерсон 1981. године. У Питерсоновом оригиналном раду формулисан је алгоритам са само два процеса, међутим алгоритам може бити генерализован и за више процеса.

## Алгоритам
Алгоритам користи две променљиве, flag и turn. Када процес Pn постави вредност  на тачно то указује да процес жели да уђе у критичну секцију. Променљива turn има идентификатор процеса чији је ред да уђе у критичну секцију. Улаз у критичну секцију се додељује процесу P0 ако P1 не жели да уђе у своју критичну секцију или ако P1 је дао приоритет процесу P0 постављањем вредности turn на 0.
| //flag[] је низ Булових вредности; а turn је целобројна вредност flag[0] = false; flag[1] = false; turn;                                                     | |
| P0: flag[0] = true; turn = 1; while (flag[1] == true && turn == 1) { // запослено чекање } // критична секција ... // крај критичне секције flag[0] = false; | P1: flag[1] = true; turn = 0; while (flag[0] == true && turn == 0) { // запослено чекање } // критична секција ... // крај критичне секције flag[1] = false; |